# Alexander Nikolajewitsch Sutgof

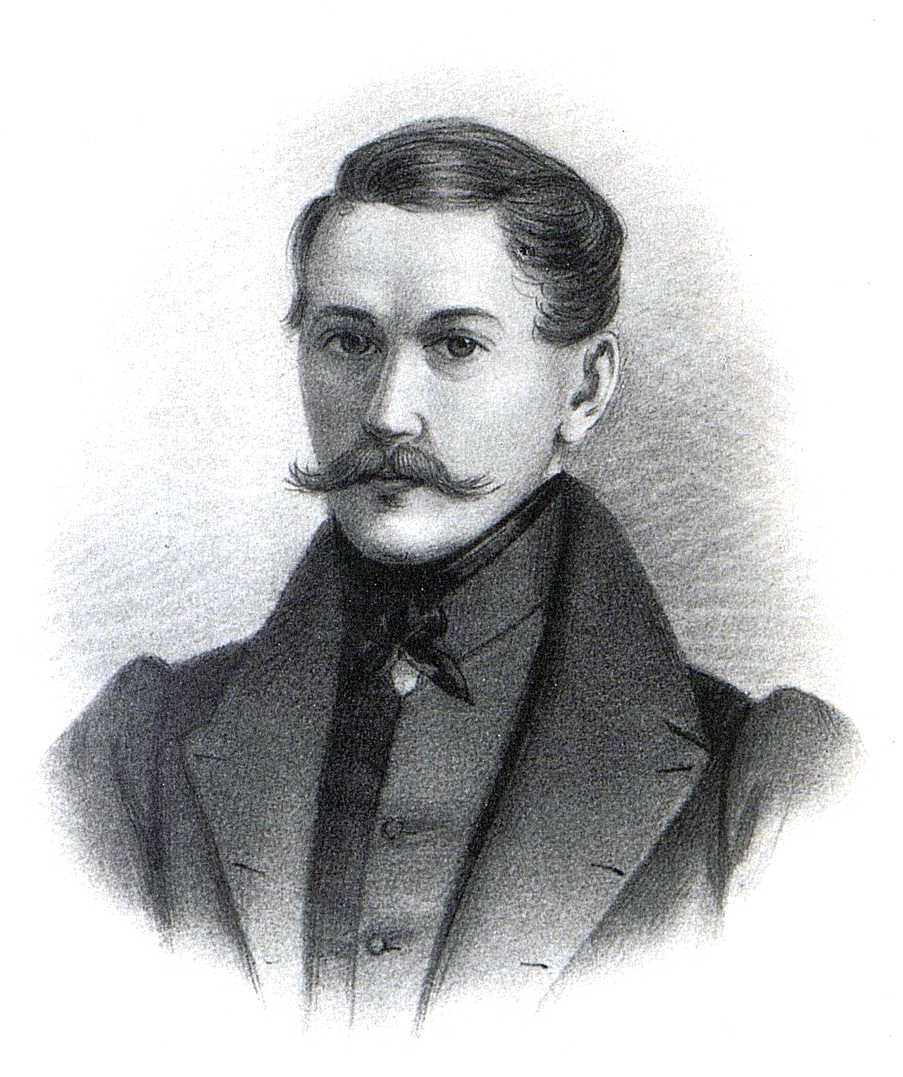
Alexander Sutgof

Alexander Nikolajewitsch Sutgof (russisch Александр Николаевич Сутгоф; * 4. Dezemberjul. / 16. Dezember 1802greg. in Kiew, Gouvernement Kiew, Russisches Kaiserreich; † 14. Augustjul. / 26. August 1872greg. in Bordschomi, Georgien, Russisches Kaiserreich) war ein russischer Dekabrist.

## Leben
Alexander Sutgof kam als Sohn des russischen Generalmajors und Kommandeurs im Vaterländischen Krieg Nikolai Iwanowitsch Sutgof (1765–1836) und dessen Frau Anastassija Wassiljewna Michailowa († nach 1855) in Kiew zur Welt.
Am adeligen Internat der Moskauer Universität begann er eine Ausbildung, die er jedoch nicht beenden konnte. Am 29. März 1817 trat er in die russische Armee ein und wurde dort am 7. September 1817 zum Fähnrich und am 29. April 1820 zum Leutnant befördert. Im September 1825 trat er dem Nordbund der Dekabristenbewegung bei. Er nahm am Vorabend des 14. Dezemberjul. / 26. Dezember 1825greg. an dem entscheidenden Treffen in Kondrati Rylejews Wohnung teil und beteiligte sich mit seiner Einheit Tags darauf am Dekabristen-Aufstand auf dem Senatsplatz in Sankt Petersburg. Noch am selben Tag wurde er in einem Privathaus gegenüber der Reithalle (Manege) der Chevaliergarde (Конногвардейский манеж) festgenommen und unverzüglich in der Peter-und-Paul-Festung inhaftiert.
Als Schuldiger der von der Untersuchungskommission festgelegten Kategorie I. wurde er zunächst zum Tode verurteilt, jedoch wurde die Strafe am 10. Juli 1826 zu einer lebenslänglichen harten Zwangsarbeit abgemildert. Sutgof wurde am 8. August 1826 nach Svartholm in Finnland verlegt, wo seine Strafe am 22. August 1826 auf 20 Jahre reduziert wurde. Am 21. Juni 1827 wurde nach Sibirien verlegt, wo er am 25. August 1827 in das Ostrog Tschita (Читинский острог) in Transbaikalien kam und im September 1830 in die Katorga Petrowski Sawod (Peter-Hütte) verlegt wurde. Am 8. November 1832 wurde die Strafe auf 15 Jahre reduziert und am 14. Dezember 1835 auf 13 Jahre herabgesetzt.
Nach Beendigung seiner Haftstrafe am 10. Juli 1839 wurde er bei Schilkino (Жилкино) nahe Irkutsk zwangsangesiedelt, wo er eine kinderlos gebliebene Ehe einging und in der Landwirtschaft tätig war. Nachdem das vom im gekaufte Haus abgebrannt war, wurde er 1841 im Dorf Ust-Kuda (Усть-Куда) und 1842 in Malaja Raswodnaja (Малая Разводная) im Gouvernement Irkutsk angesiedelt.
Am 31. Mai 1848 wurde ihm, nach Ersuchen seiner Mutter, gestattet, als einfacher Soldat im Kuban-Regiment zu dienen, wo er am 20. November 1850 zum Unteroffizier und am 19. November 1854 zum Fähnrich befördert wurde. Wegen einer Krankheit schickte man ihn 1855 für sechs Monate nach Moskau. Durch die Amnestie vom 26. August 1856 erhielt er seine früheren Rechte zurück. Am 30. Dezember 1857 wurde Sutgof in das 6. Reserve-Bataillon des Kuban-Infanterieregiments im Gouvernement Jekaterinoslaw versetzt und am 13. Januar 1858 zum Leiter der Moskauer Fechtschule ernannt. Am 9. Februar 1859 erhielt er den Rang eines Zweiten Leutnants und am 1. März 1859 wurde er aus der Armee entlassen. Er arbeitete bis Anfang 1864 als Verwalter und trat dann erneut in seiner alten Position dem Kuban-Infanterieregiment bei, wo er noch zum Hauptmann aufstieg, bevor er schließlich 1872 70-jährig in Bordschomi starb und dort bestattet wurde.